# 二番町 (千代田區)
二番町（日语：／ Nibanchō */?）是東京都千代田區的町名。住居表示未實施地區。郵遞區號102-0084。
人口1,538人。

## 地理
東京都千代田區西部，屬於番町地區。北臨四番町、六番町。東接一番町。南邊西邊與麴町相鄰。
區內主要為商業區，多商業大樓與公寓。
2004年（平成16年）本社坐落於此的日本電視台遷至港區東新橋（汐留），原本社改為日本電視台麴町分室。
2007年，大型製藥公司津村售出此地的本社大樓，遷至港區赤坂。

## 歷史
1872年（明治5年）至1938年（昭和13年），現在的二番町周邊稱為「下二番町」。
明治、大正時期確立政黨政治的外交官、後出任首相的加藤高明，其宅邸就在二番町內（現在的比利時駐日大使館所在地）。
知名大眾小說家吉屋信子也是本地居民。
1952年（昭和27年），日本電視台在此開台。

### 地名由來
因護衛將軍的「二番組」住所而得名。

## 交通

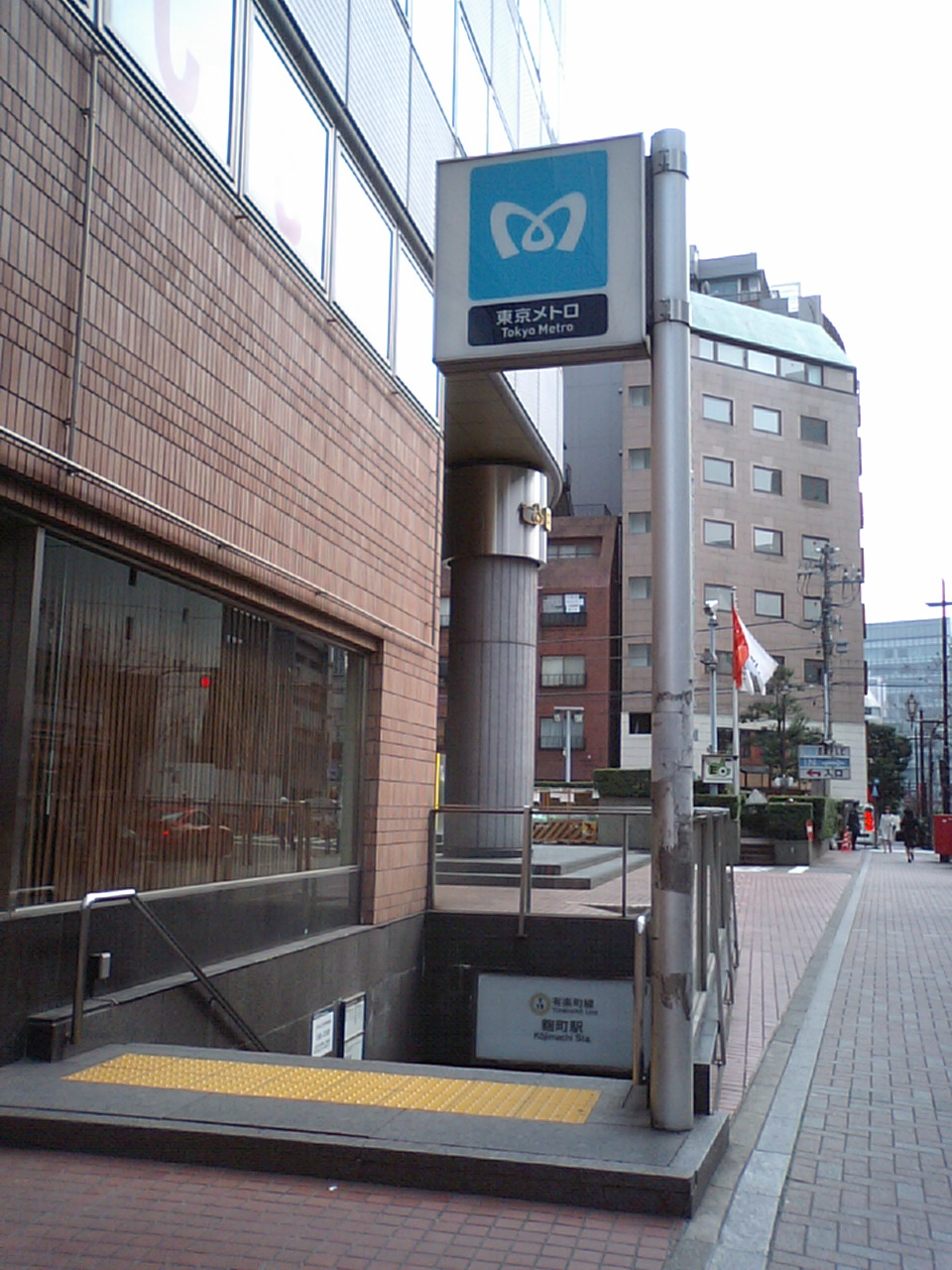
麴町站出入口

南北向的日本電視台通（日本テレビ通り）、東西向的番町通（番町通り）穿過本町中央。
地下鐵有樂町線的麴町站位於本町。西邊的四谷站也十分接近。

## 設施
- 日本電視放送網麴町分室（舊日本電視台本社所在地。2003年移往汐留。）
- 表千家東京出張所「不審庵」
- 7&I控股－本社(二番町花園大樓内)。日本7-Eleven與伊藤洋華堂本社也在此地。
- SOGO、西武（日语：そごう・西武）－本社(二番町中央大廈内)
- 比利時駐日大使館（荷兰语：Ambassade van België in Japan）
- 以色列駐日大使館
- 地學會館

## 備註
1. ↑  .   [2013-08-01]. （原始内容存档于2013-10-23）. （页面存档备份，存于）
2. 1 2 3  .   [2013-08-13]. （原始内容存档于2020-10-18）. （页面存档备份，存于）